# Portrait de Talleyrand
Le Portrait de Talleyrand est un portrait peint en 1808 par l'artiste François Gérard de l'homme d'État français Charles-Maurice de Talleyrand-Périgord. Il fait partie de la collection du Metropolitan Museum of Art de New York.

## Histoire et description
Il a été commandé par Talleyrand peu de temps après sa démission du poste de ministre français des Affaires étrangères à la suite d'un désaccord avec l'empereur Napoléon sur la politique à l'égard des rivaux européens de la France, en particulier la Russie. Talleyrand resta un conseiller informel de Napoléon.
Il s'agit d'un des six portraits en pied que l'artiste expose au Salon de 1808, donnant ainsi un nouvel élan à sa carrière de portraitiste. Malgré son élégance, Talleyrand est représenté de manière informelle, dépeint non  comme un fonctionnaire public mais comme un noble privé. Comme dans d'autres tableaux le représentant tout au long de sa vie, le pied bot de Talleyrand n'est pas représenté. Il porte la Légion d'honneur qui lui a été remise par Napoléon tandis que l'Ordre de la Toison d'or, qui lui a été remis par Ferdinand VII d'Espagne au Congrès de Vienne, a probablement été ajouté par Gérard environ sept ans après l'achèvement initial du tableau. Une gravure remarquable a été réalisée par Auguste Gaspard Louis Desnoyers pour ce portrait.
Aujourd'hui, le tableau est conservé au Metropolitan Museum of Art de New York. Un portrait réalisé par Gérard de Catherine Grand, l'épouse de Talleyrand, se trouve également dans la collection du musée.